# Ébano (San Luis Potosí)
Ébano é um município do estado de San Luis Potosí, no México.